# Суперкубок Туркменістану з футболу 2021
Суперкубок Туркменістану з футболу 2021  — 16-й розіграш турніру. Матч відбувся 23 листопада 2021 року між чемпіоном і володарем кубка Туркменістану клубом Алтин Асир та віце-чемпіоном Туркменістану клубом Копетдаг.
| Володар Суперкубка Туркменістану 2021 |
| ------------------------------------- |
|                                       |
| Алтин Асир Сьомий титул               |

## Матч

### Деталі
| 23 листопада 2021 12:00 (EEST) |

| Алтин Асир                                              | 2:0      | Копетдаг                                                          |
| ------------------------------------------------------- | -------- | ----------------------------------------------------------------- |
| Байов 53' Атаєв 68' Аннакулієв 23' Атаєв 48' Оразов 58' | Протокол | Акієв 25' Аннаєв 49' Гулмаєв 52' Курбанов 63' Шукуров 75' Шукуров |

| Ашгабат, Ашгабат Арбітр: Ресул Мамедов |

|  |  |